# Film Critics Circle of Australia
Le Film Critics Circle of Australia (FCCA) est une association australienne de critiques de cinéma fondée en 1993.
Elle remet chaque année les Film Critics Circle of Australia Awards (FCCA Awards).

## Catégories de récompense
- Meilleur film
- Meilleur réalisateur
- Meilleur acteur
- Meilleure actrice
- Meilleur acteur dans un second rôle
- Meilleure actrice dans un second rôle
- Meilleur espoir
- Meilleur scénario
- Meilleure photographie
- Meilleur montage
- Meilleure musique de film
- Meilleur film documentaire